# 메이다니
메이다니(본명: 김메이다니, 1991년 7월 24일 ~ )는 대한민국의 가수이다. 2001년 대한민국 SBS '초특급 일요일 만세'의 '영재육성프로젝트 99%의 도전'를 통해 발굴되었으며 JYP 엔터테인먼트, YG 엔터테인먼트, 내가 네트워크를 거쳤다.
방송데뷔는 PDIS의 끌려로 데뷔하였으며 2009년 1월 15일 싱글앨범 7TEEN으로 컴백(정식데뷔)하였다.
YG연습생 시절 알리샤키스의 IF I AIN'T GOT YOU를 부른 UCC가 인터넷에 올라 화제가 됐었다.

## 출연 작품

### 영화
- 2011년 화이트 - 신지 역